# Dhan Gopal Mukerji
Dhan Gopal Mukerji (bengali : ধন গোপাল মুখোপাধ্যায় Dhan Gōpāl Mukhōpādhyāy), né le 6 juillet 1890 et mort le 14 juillet 1936, est le premier écrivain indien à connaître le succès aux États-Unis, et à recevoir la médaille Newbery. Il a étudié à l'université de Calcutta, à l'université de Tōkyō, à l'université de Californie à Berkeley, et à l'université Stanford.

## Biographie
Dhan Gopal Mukerji naît au sein de la caste des brahmanes dans un village proche de Calcutta, au sommet d'une jungle nommée Kajangal. son père est un avocat qui a dû abandonner son travail en raison de sa mauvaise santé, et qui étudie la musique tout en officiant comme prêtre au temple du village. Mukerji décrit son enfance et son adolescence dans la première partie de son autobiographie Brahmane et Paria (Caste and Outcast, 1923). Il y raconte son intégration dans la caste des brahmanes et sa vie d'ascèse, comme il est de tradition pour les garçons dans les foyers de stricte obédience. Cependant, déçu par le rôle traditionnel qui l'attend, et agacé par les aspects rétrogrades de la société hindoue, il abandonne l'ascétisme pour étudier à l'université de Calcutta. Dans le cercle d'amis de son frère Jadu Gopal Mukerji, il entre en contact avec les idées de la résistance du Bengale. Jadu Gopal est alors emprisonné sans procès de 1923 à 1927. Dhan Gopal écrit plus tard un livre sur son frère, intitulé My Brother's Face.
En 1910, espérant sauver son jeune frère de l'action de la police, leur famille envoie Dhan Gopal au Japon pour étudier la machinerie industrielle. D'abord fasciné par l'esprit positiviste de l'industrialisation, il devient profondément désabusé devant la méthode de production à la chaîne et la recherche de rendement pur qu'il voit comme déshumanisantes et dégradantes. Il est particulièrement choqué par le remplacement rapide des travailleurs gravement blessés par d'autres, sans considération de la part des employeurs ou des gérants de l'usine pour leur rétablissement, leurs frais médicaux ou pour des compensations financières. Après un court séjour au Japon, il fait voile vers San Francisco.
À peine sorti de l'adolescence, Dhan Gopal a absorbé assez d'idéologie révolutionnaire de ses pairs pour suivre les pas de son frère, et aurait pu quitter l'Inde de lui-même. Il emporte cette idéologie avec lui en Amérique, où il commence à fréquenter des anarchistes pauvres comme lui. Il décrit ses expériences parmi eux dans la seconde moitié de son autobiographie.
À San Francisco, il cherche un moyen de gagner sa vie et de payer ses études, et se met rapidement à écrire. Vers 1916, il compose Sandhya, Songs of Twilight et Rajani or Songs of the Night, deux recueils de poèmes, et Laila Majnu, une comédie musicale en trois actes, tous publiés par Paul Elder and Co. à San Francisco. Il est alors étudiant à l'université de Californie à Berkeley pour trois ans. Des contraintes financières et son radicalisme politique le poussent à s'inscrire à l'université Stanford, d'où il obtient un diplôme de métaphysique en 1914. Il se lie avec des gauchistes, des anarchistes et des libres-penseurs, prend conscience de la situation des classes défavorisées, de la classe ouvrière blanche, des Noirs et des groupes d'immigrés d'autres pays d'extrême-Orient. Il épouse Ethel Ray Dugan, une artiste peintre américaine, en 1918, et ils ont un fils, qu'ils appellent aussi Dhan Gopal.
Dans les années 1920, il emménage à New York, et entame sa période d'écriture la plus prolifique, publiant essentiellement chez E.P. Dutton. Le premier de ses nombreux livres pour enfants, Kari the Elephant, paraît en 1922, suivi de Hari, the Jungle Lad deux ans après, et de Joli-Cou, histoire d'un pigeon (Gay Neck, the Story of a Pigeon) en 1927. Gay Neck est le plus populaire, c'est grâce à lui que Mukerji reçoit la médaille Newbery en 1928, de la part de l'American Library Association pour le meilleur livre américain pour enfants de l'année. Les autres livres pour enfants de Mukerji comprennent Ghond, the Hunter (1928), The Chief of the Herd (1929), Hindu Fables for Little Children (1929), Rama, the Hero of India (1930, écrit pour les enfants de l'école Dalton où sa femme enseigne), The Master Monkey (1932), et Fierce-Face, the Story of a Tiger (1936). Tous ces livres sont publiés par Dutton avec de riches illustrations. Plusieurs de ces œuvres adaptent des récits qu'il a entendus dans son enfance. D'autres s'inspirent de ses propres expériences en Inde, d'enfant qui a grandi dans les jungles du Bengale, ou de yogi priant dans différents lieux sacrés.
Parmi ses œuvres pour adultes, on peut citer A Son of Mother India Answers (1928) (écrit en partie pour répondre au livre de Katherine Mayo, Mother India), Devotional Passages from the Hindu Bible et Visit India with Me (1929), Disillusioned India (1930) et My Brother's Face (1932). The Face of Silence (1926) est consacré au mystique hindouiste Râmakrishna. Ce livre aurait profondément influencé Romain Rolland.
Face à des difficultés personnelles difficiles à établir, il se pend en juillet 1936 à New York, peu après son quarante-sixième anniversaire.

## Œuvres traduites
- Brahmane et Paria, Les Presses modernes, 1928.
- Le Visage de mon frère, Stock, 1929.
- Le Visage du silence (Vie de Rama Krishna), Victor Attinger collection Orient, 1932.
- Kari l'éléphant, Stock collection Maïa, 1935.
- Le Chef du troupeau, éditions de l'Écureuil, 1938.
- Joli-Cou, histoire d'un pigeon, J. H. Jeheber, sd.
- Village hindou, Ghond le chasseur, V. Attinger collection Orient, 1946.
- Contes hindous, V. Attinger collection Orient, 1950.
- Visitez l'Inde avec moi, V. Attinger collection Voyages et documents, 1954.

## Source
- (en) Cet article est partiellement ou en totalité issu de l’article de Wikipédia en anglais intitulé « Dhan Gopal Mukerji » (voir la liste des auteurs).